# سمير أميرش
سمير أميرش (بالفرنسية: Samir Amirèche)‏ (مواليد 28 يونيو 1972 في باريس، فرنسا) هو لاعب كرة قدم جزائري دولي سابق. سبق له اللعب في النجم الرياضي الساحلي التونسي والغرافة القطري.

## روابط خارجية
- سمير أميرش على موقع قاعدة بيانات كرة القدم.إي يو (الإنجليزية)
- سمير أميرش على موقع ليكيب (الفرنسية)
- سمير أميرش على موقع ناشيونال فوتبول تيمز (الإنجليزية)